# Антманис, Владимир Волдемарович
Владимир Волдемарович Антманис (род. 12 марта 1984) — российский легкоатлет, специалист по бегу на короткие дистанции и барьерному бегу. Выступал за сборную России по лёгкой атлетике в 2006—2012 годах, обладатель бронзовой медали Универсиады в Бангкоке, призёр первенств всероссийского значения. Мастер спорта России международного класса. Тренер по лёгкой атлетике.

## Биография
Владимир Антманис родился 12 марта 1984 года.
Занимался лёгкой атлетикой под руководством тренеров А. В. Шошина, А. А. Деревягина, Б. А. Горбаня. Выступал за Москву и Оренбургскую область, всероссийское физкультурно-спортивное общество «Динамо».
Впервые заявил о себе на международном уровне в сезоне 2006 года, когда вошёл в состав российской национальной сборной и выступил на чемпионате Европы в Гётеборге, где в программе бега на 400 метров с барьерами остановился на стадии полуфиналов.
В 2007 году на чемпионате России в Туле выиграл серебряную медаль в 400-метровом барьерном беге. Будучи студентом, представлял страну на Универсиаде в Бангкоке — в барьерном беге на 400 метров занял шестое место, тогда как в эстафете 4 × 400 метров вместе с соотечественниками Максимом Александренко, Валентином Кругляковым, Дмитрием Буряком, Русланом Баязитовым и Вячеславом Сакаевым завоевал бронзовую награду.
На чемпионате России 2008 года в Казани получил серебро в беге на 400 метров с барьерами и в эстафете 4 × 400 метров.
В 2009 году в 400-метровом барьерном беге стал серебряным призёром на чемпионате России в Чебоксарах.
В 2010 году отметился выступлением на чемпионате мира в помещении в Дохе, стартовал в эстафете 4 × 400 метров, но в финал не вышел.
На чемпионате России 2012 года в Чебоксарах выиграл серебряную медаль в беге на 400 метров с барьерами. На чемпионате Европы в Хельсинки в той же дисциплине дошёл до полуфинала.
В 2013 году на чемпионате России в Москве добавил в послужной список ещё одну серебряную награду, выигранную в 400-метровом барьерном беге.
Завершил спортивную карьеру по окончании сезона 2015 года.
За выдающиеся спортивные достижения удостоен почётного звания «Мастер спорта России международного класса».
Окончил Российскую академию народного хозяйства и государственной службы (2009) и Российский государственный университет физической культуры, спорта, молодёжи и туризма (2011).
Впоследствии проявил себя на тренерском поприще, участвовал в подготовке ряда титулованных российских спринтеров, среди которых Ольга Белкина, Екатерина Высоцкая, Артур Рейсбих, Иван Шаблюев и др.